# 吴谦 (1973年)
吴谦（1973年—），男，北京人，中国人民解放军少将，曾任中华人民共和国国防部新闻局局长、新闻发言人，现任中国驻埃及大使馆武官。

## 生平
1973年，吴谦生于北京。1991年毕业于上海市位育中学，考进中国人民解放军国际关系学院。1995年毕业后，吴谦历任装甲兵装备技术研究所助理工程师，国防部外事办公室参谋、处长，中国驻美国大使馆国防副武官，国防部新闻事务局处长等职务。吴谦曾在英国伯明翰大学学习，获得工商管理硕士学位。2015年6月，吴谦出任国防部新闻事务局副局长、国防部新闻发言人。2016年1月改任国防部新闻局副局长、国防部新闻发言人。2016年晋升大校军衔。2017年8月，升任国防部新闻局局长、国防部新闻发言人。2025年5月，任职国防部发言人近十年的吴谦卸任。

## 家庭
吴谦已婚，育有一女。